# Turbina s križnim protokom
Turbina s križnim protokom (engl. cross-flow turbine). Banki-Michellova turbina ili Ossbergerova turbina je turbina koju je razvio australski inženjer Anthony Michell 1903., Banki turbinu razvio je mađarski inženjer Donat Banki i Ossbergerovu turbinu razvio je njemački inženjer Fritz Ossberger 1933. (danas je to vodeći model te vrste vodne turbina). 
Za razliku od drugih vodnih turbina, koje imaju aksijalni ili radijalni protok vode, kod turbina s križnim protokom mlaz vode pada popriječno i prolazi kroz lopatice turbine. Slično kao vodeničko kolo, voda pada na kraj radnog kola ili rotora. Budući da mlaz vode prolazi dva puta kroz lopatice turbine, to je povoljno za stupanj iskorištenja. Kada voda napušta rotor, ona pomaže pranju rotora od nečistoća i manjih krhotina. Turbine s križnim protokom se koriste za male brzine, za male padove vode i velike protoke. 
Turbine s križnim protokom se često konstruiraju s dvjema turbinama različitog kapacitata na istom vratilu. Rototi su istog promjera, ali različitih dužina lopatica, tako da primaju različiti obujam ili protok vode. Taj odnos protoka je obično 1:2. Konstrukcija za dovod vode ima mogućnost da se mijenja dovod vode za 33 %, 66 % i 100 % snage turbine, a to ovisi o raspoloživom protoku vode. Najveća prednost ovih turbina je jednostavna konstrukcija i manji troškovi ugradnje.

## Način rada Ossbergerove turbine
Protočna Ossberger turbina se koristi za padove vode od 3 do 200 m. Protok vode za njih može biti od 0,03 do 13 m3/s. Snaga turbine može biti od 5 do 3 000 kW.
Protočna Ossbergerova turbina radijalna je, blago reakcijska turbina, s tangencijalnim rasporedom lopatica radnog kola (rotor), s vodoravnim vratilom. Prema radnim okretajima spada među sporohodne turbine. Razvodni sustav usmjerava vodni mlaz tako, da kroz vijenac lopatica ulazi u unutrašnji prostor rotora i dalje nastavlja kroz drugi protok s unutrašnje strane rotora vani do kućišta turbine. Iz kućišta turbine voda otiče ili slobodno, ili sifonom u odvod ispod turbine.
U praksi ovakav tok vode u rotoru omogućuje samočišćenje. Nečistoće koje pri ulasku vode u rotor upadnu među lopatice, pod djelovanjem centrifugalne sile i protoka vode izbacuju se nakon polovine svakog okreta ponovo vani prostora rotora i odlaze u odvod.

### Razvodni sustav
Ako je količina vode u vodnom toku promjenjiva, protočna turbina se konstruira kao dvokomorna (razvodni sustav). Standardna raspodjela dovodnih komora je u odnosu 1:2. Uža komora prima mali protok vode, a šira komora srednji protok. Obje komore zajedno primaju pun protok. Takvom raspodjelom količina vode iskorištena je u rasponu punog protoka s optimalnim učinkom sve do njegove 1/6. Protočne turbine su na ovaj način veoma učinkovite, s učinkom preko 80 % iskorištavaju i veoma promjenjive protoke rijeka. Veće turbine na višim padovima dostižu učinak i do 88 %.
Riječni tokovi često imaju po nekoliko mjeseci godišnje veoma male protoke. Mogućnost proizvodnje električne energije u tim mjesecima zavisi od stupnja učinka određene turbine. Turbine s visokim vršnim stupnjem učinka, ali manjom iskoristivosti pri nižim protocima vode, dostižu na mjestima s promjenjivim protokom vode manju godišnju proizvodnju nego turbine s pravolinijskom krivuljom učinka. Kućište protočne turbine proizvedeno je od konstrukcijskog čelika, veoma je robusno, otporno na udare i mraz.

### Radno kolo ili rotor
Najvažniji deo turbine je radno kolo ili rotor. Ono se sastoji od lopatica koje su proizvedene prema provjerenom postupku od vučenog, profiliranog čelika. Obostrano su smještene u krajnje diskove i zavarene, po specijalnom postupku, s unutrašnjim diskovima obrtnog kola. Prema veličini obrtno kolo može imati do 37 lopatica. Linearno postavljene lopatice stvaraju samo neznatnu osovinsku silu, tako da nije potrebno ugrađivati ojačane aksijalne hidrauličke ležajeve koji zahtijevaju složeno pričvršćivanje i podmazivanje. Kod rotora veće širine lopatice su višestruko poduprte umetnutim diskovima. Rotori se prije konačne montaže turbine pažljivo balansiraju i prolaze kroz defektoskopsku kontrolu.

### Ležajevi
Protočne Ossberger turbine opremljene su standardiziranim, sferičnim valjkastim ležajevima, koji imaju značajne prednosti, kao što je mala sila trenja i lako održavanje. Konstrukcija kućišta ležajeva sprječava da voda procuri do ležajeva i svaki kontakt maziva s radnom vodom. To je ključna osobina patentirane konstrukcije kućišta ležajeva protočne turbine. Radno kolo ujedno je, zahvaljujući poziciji ležajeva, centrirano u kućištu turbine. To praktično tehničko rješenje dopunjuju zaptivni elementi koji ne zahtijevaju nikakvo drugo održavanje osim jednogodišnje zamjene maziva. Primijenjeno tehničko rješenje omogućava jednostavnu zamjenu rotora bez potrebe demontaže cijele turbine.

### Odvodni cjevovod
Prema svom načinu rada protočna turbina radi sa slobodnim vodnim padom. U području srednjih i nižih padova ipak je potreban sifon. On služi da strojni dio bude zaštićen od poplava i istovremeno da se bez gubitaka iskoristi čitava visina pada. Kod turbine sa slobodnim oticanjem vode vodeni vrtlog mora biti u sifonu pod kontrolom. To osigurava ventil za podešavanje koji utiče na podtlak u kućištu turbine. Na taj način turbine s usisnom visinom 1 – 3 m optimalno su iskorištene, a da ne postoji opasnost od nastanka kavitacije. Osim toga, korištenje usisnog cjevovoda kao čeličnog kolektorskog cjevovoda bitno smanjuje troškove za donju izgradnju kod niskih padova, čime mnogi problematični projekti postaju povoljni s obzirom na troškove.

### Radne osobine
Kod protočnih Ossberger turbina ne dolazi do kavitacije, na osnovu čega otpada potreba da rotor bude smješten ispod razine donje vode i s tim povezana skupa izgradnja i mogući problemi u radu turbine.
Za padove do 90 m u proizvodnji se koristi standardni, konstrukcijski čelik. Za padove od 90 do 120 m rotor se izrađuje od legiranog nerđajućeg čelika. Kod padova preko 120 m cijela turbina, zajedno s kućištem i cjevovodom, je od nehrđajućeg materijala.
Okretaji protočnih turbina pri radu izvan električne mreže uglavnom su 2 do 3 puta veći od nominalnih okretaja. To omogućuje korištenje serijski proizvedenih električnih generatora.

## Prednosti
Sve je veći zahtjev u društvu za korištenje iz obnovljivih izvora energije, bez ugrožavanja životne okoline. Izgradnja hidroelektrana ograničena je, međutim, sljedećim bitnim faktorima: visokim investicijskim troškovima povezanim s projektiranjem i planiranjem, konstruiranjem, kao i ugradnjom strojarskog postrojenja.
Inženjeri i konstruktori turbina stoga su pokušavali da snize ukupne troškove standardiziranjem hidro turbina. To je moguće za velike turbine, ali kod malih hidro turbina dovodi do problema u vezi s projektiranim padom i rasponom promjenjivosti godišnjeg protoka vode.
Protočne Ossberger turbine sastoje se od standardiziranih pojedinačnih dijelova, koje su prema količini vode i visini pada svakog lokaliteta, mogu iskombinirati. Taj sistem slagalice omogućuje troškovno povoljno rješenje uz istovremeno osiguranje svih radnih osobina utvrđenih projektom.
Protočne Ossberger turbine ističu se dugogodišnjim vijekom trajanja, pri čemu nije potrebno nikakvo posebno održavanje. Tokom rada nije potrebno osigurati skupe i složene rezervne dijelove. Popravak je uglavnom moguć na mjestu ugradnje turbine. Prednost protočnih turbina predstavlja mogućnost njihovog korištenja u gravitacijskim sustavima s pitkom vodom, i to kod veoma dugih cjevovoda, pri čemu u radu ne izazivaju nepoželjne hidrauličke udare i na taj način ne ugrožavaju kvalitetu pitke vode.